# Mariebergsbron
Mariebergsbron (tidigare namn Lilla Essingebron) är en bro över Mariebergssundet mellan stadsdelarna Marieberg och Lilla Essingen i Stockholm.

## Historik
Innan en fast broförbindelse med Kungsholmen upprättades fanns en handdragen linfärja.

### Första bron
Den första bron mellan Lilla Essingen och Kungsholmen invigdes 1907. Det var en sex meter bred (körbanan fem meter) betongbro med svängbar mittendel i stålfackverk. Den hade bekostats av markägarna och gick från Lilla Essingen i Hugo Mattssonsvägens (nuvarande Luxgatan) förlängning snett ner till området Klastorp där Villa Claestorp fortfarande står. En bro hade blivit nödvändig eftersom två stora företag hade etablerat sina fabriker på ön: AB Primus (1906) och AB Lux (1908). Bron övergick 1916 i stadens ägo och förstärktes 1931.
| Den första bron 1931 (till vänster) och invigningen av nuvarande bro nyårsafton 1936. Rakt fram syns Föreningshuset, Lilla Essingens äldsta bevarade flerbostadshus, byggt 1910. |  | Den första bron 1931 (till vänster) och invigningen av nuvarande bro nyårsafton 1936. Rakt fram syns Föreningshuset, Lilla Essingens äldsta bevarade flerbostadshus, byggt 1910. |
| Den första bron 1931 (till vänster) och invigningen av nuvarande bro nyårsafton 1936. Rakt fram syns Föreningshuset, Lilla Essingens äldsta bevarade flerbostadshus, byggt 1910. |  | |

### Andra bron
Nuvarande Mariebergsbron tillkom i samband med exploateringen för bostadsändamål på 1930-talet. Det är en 109 meter lång och 15 meter bred stålkonstruktion med segelfria höjden på 11,2 meter och total bredd på 15 meter. Bron invigdes nyårsafton 1936. 
Mariebergsbron fick sitt nuvarande namn 1962, tidigare hette den Lilla Essingebron som var en pendang till namnet Stora Essingebron som anlades 1917 vid öns sydvästra sida till Stora Essingen. En namnändring ansågs nödvändig för att undvika sammanblandning med Essingebron som är en del av Essingeleden.

## Bilder

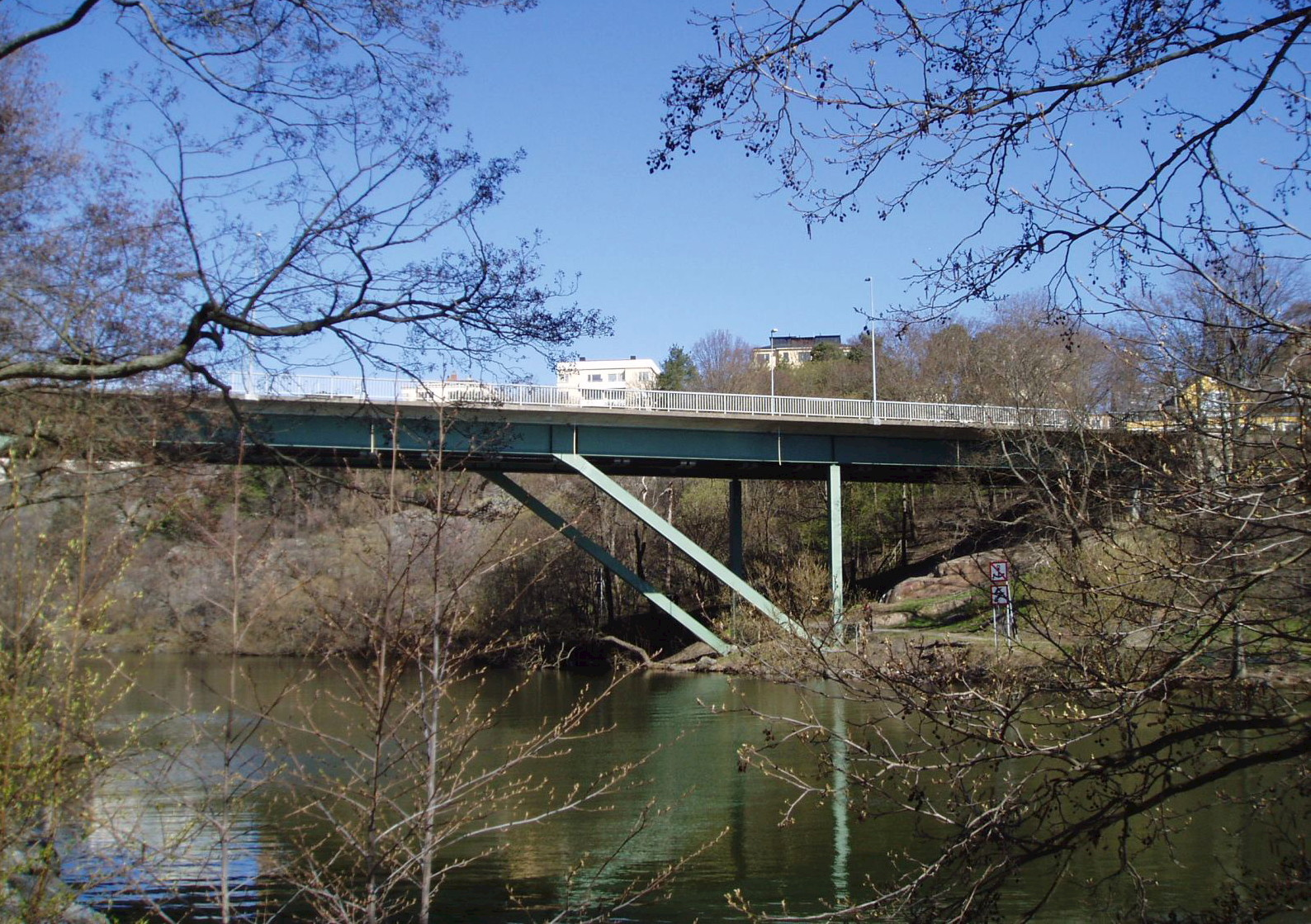
Mariebergsbron från Lilla Essingen 2008.
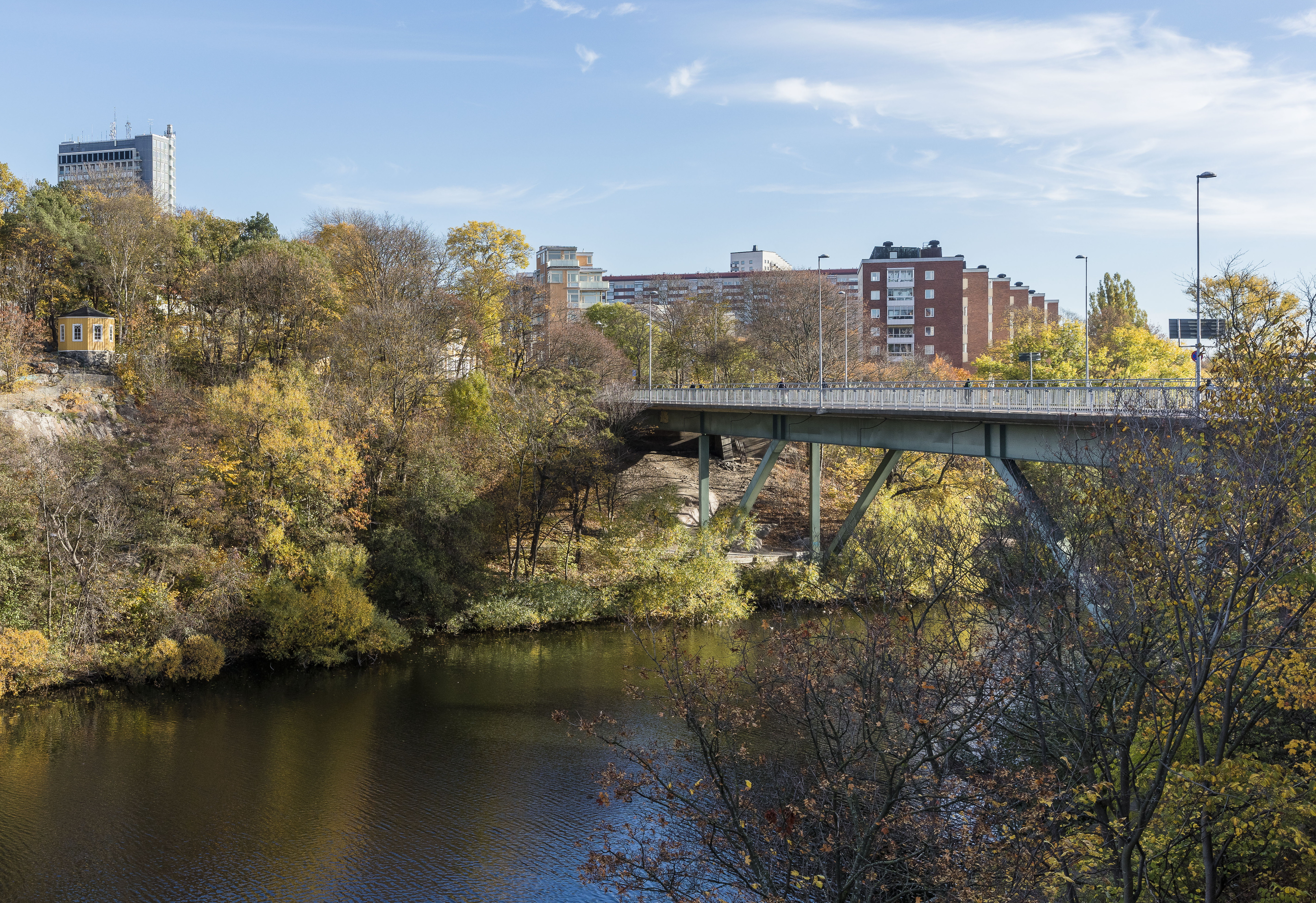
Mariebergsbron från Lilla Essingen 2018.
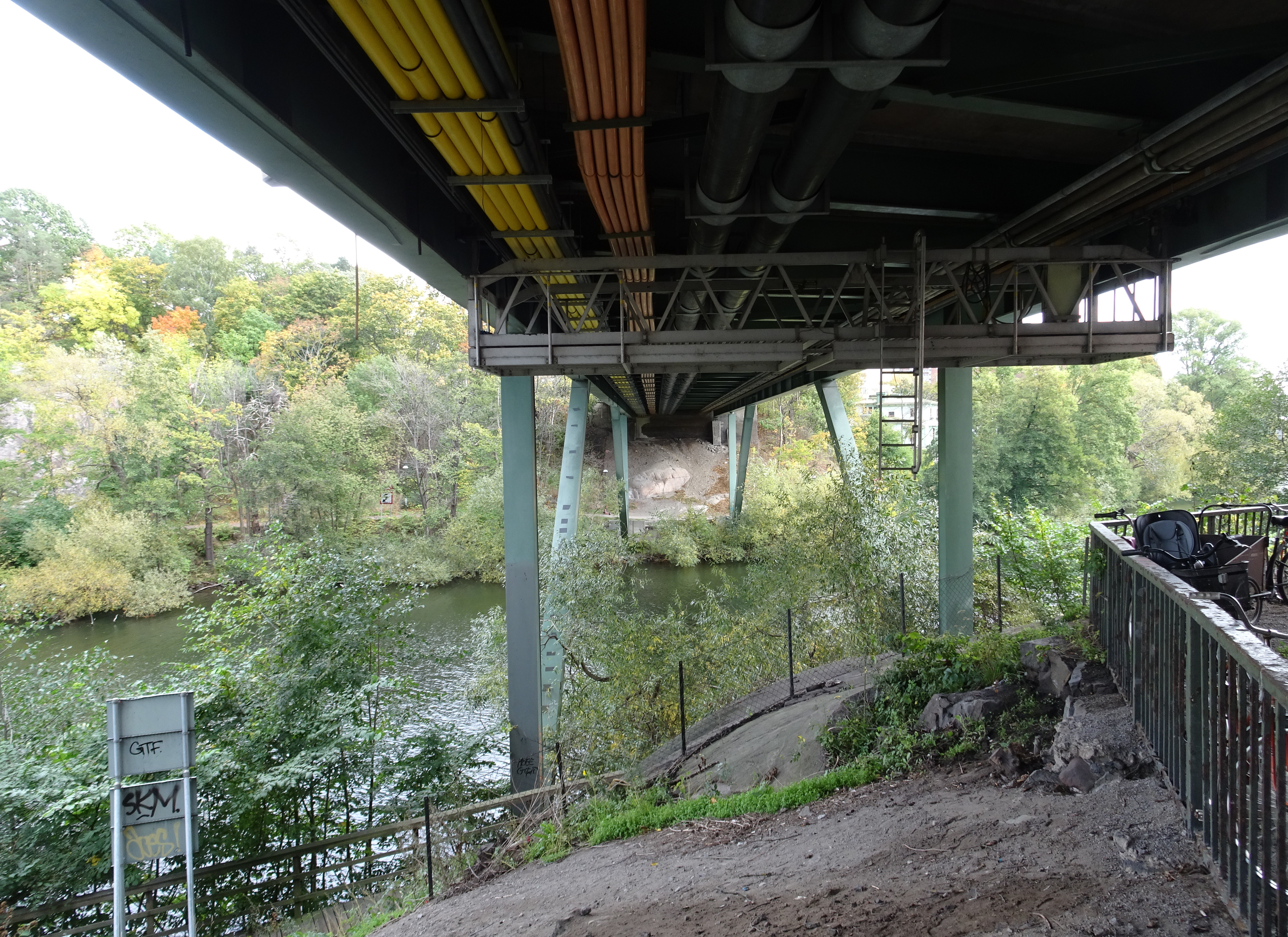
Mariebergsbron, undersidan, vy från Lilla Essingen.
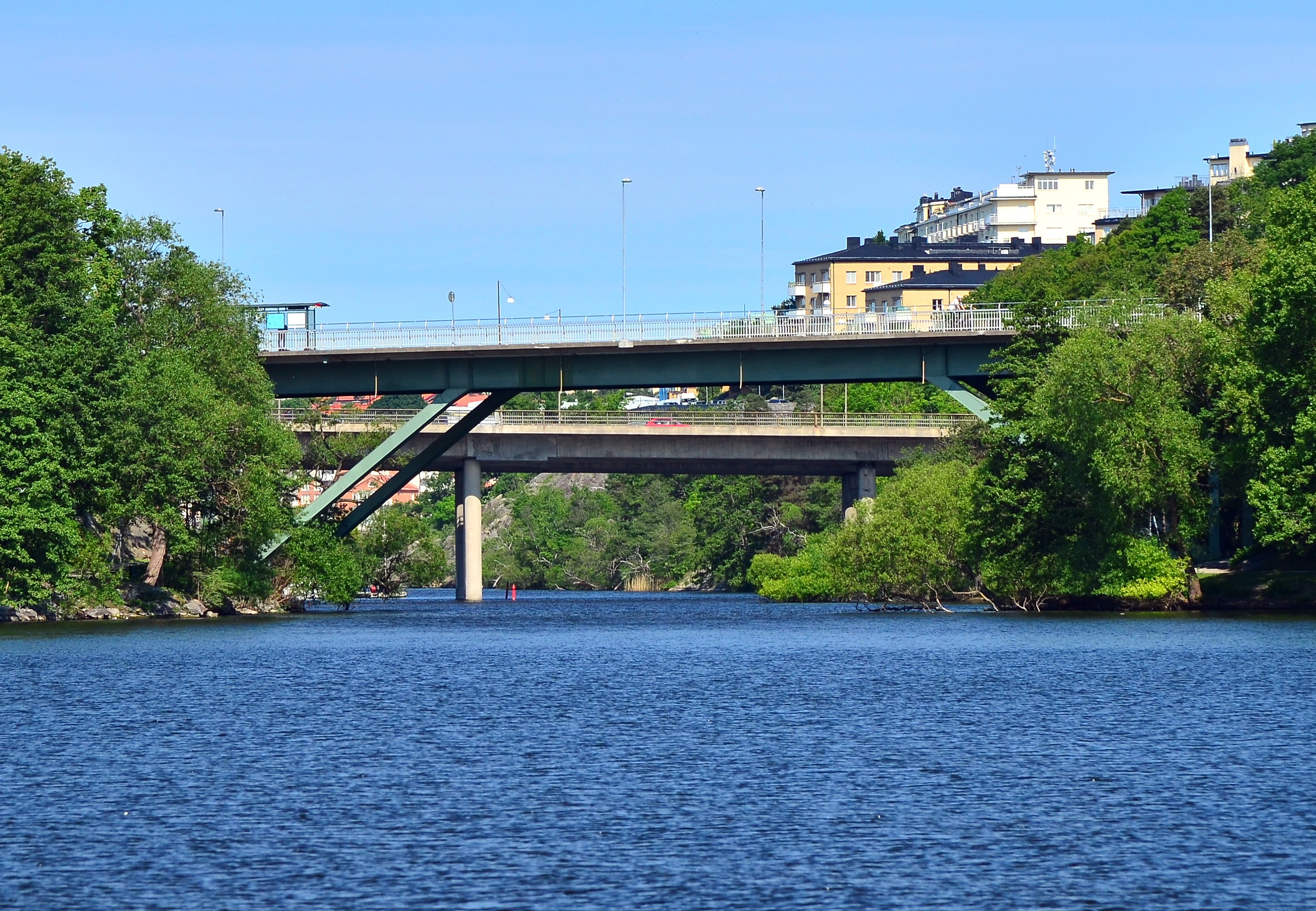
Mariebergsbron från Mariebergssundet 2013. Fredhällsbron syns i bakgrunden.
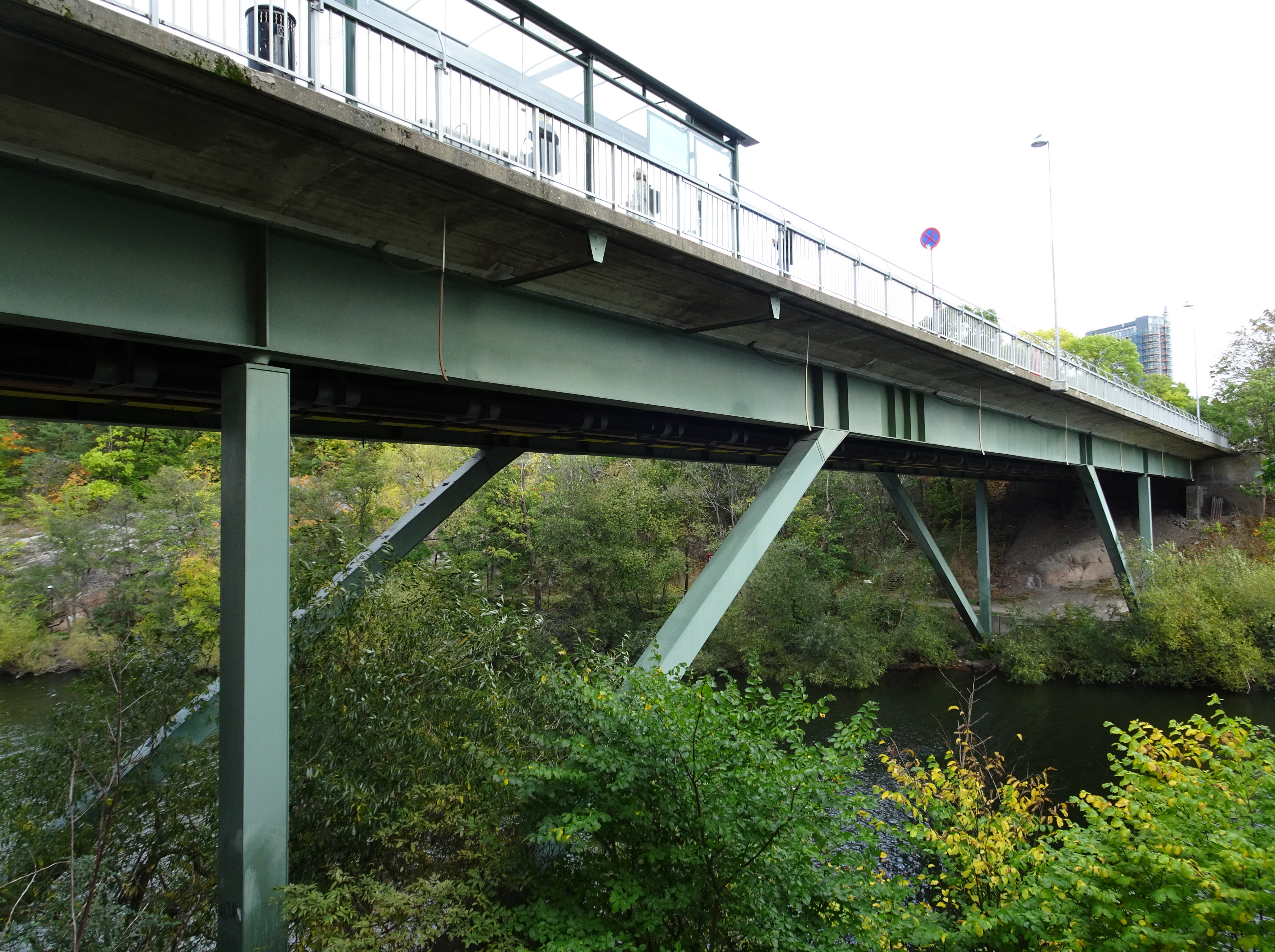
Vy från Lilla Essingen.